# Zürich
Zürich (nemško Zürich, lokalno narečno-zürichdeutsch: Züri, italijansko Zurigo, retoromansko Turitg; francosko Zurich, zastarelo slovensko poimenovanje Curih) je največje mesto v Švici (mesto-občina ima okoli 422.000 prebivalcev - 2020) in glavno mesto švicarskega kantona Zürich z več kot 1,5 milijona prebivalcev. Metropolitansko območje Züricha šteje skoraj 2 milijona ljudi, samo urbano območje pa okoli 1,3 milijona. Zürich je glavno trgovsko, gospodarsko, znanstveno-izobraževalno (v mestu ima sedež najbolj znana švicarska univerza - Švicarska državna tehniška visoka šola - ETH Zürich) in kulturno središče države in kot tako mesto svetovnega pomena. Glede na anketo iz leta 2006 je Zürich mesto z najboljšo kakovostjo življenja na svetu.
Zürich, ki je nastal iz rimskega naselja Turicum, je leta 1262 postal svobodno cesarsko mesto in leta 1351 član švicarske konfederacije. Mesto reformatorja Ulricha Zwinglija je leta 1519 postalo drugo najpomembnejše središče reformacije (po Wittenbergu). Do danes velja za izhodišče svetovne reformirane cerkve in anabaptistov. V industrijski dobi je mesto doživelo svoj vzpon ter postalo današnje gospodarsko središče in pravzaprav edino velemesto Švice.
Ime mesta verjetno izhaja iz keltske besede Turus, ki je bila najdena na nagrobnem napisu iz obdobja rimske okupacije v 2. stoletju.

## Geografija
Zürich je na nadmorski višini 408 m na spodnjem (severnem) koncu Züriškega jezera v dolini reke Limmat in v spodnji dolini reke Sihl, vpet med pogorji Uetliberg na zahodu in Zürichberg na vzhodu. Limmat izteka iz jezera, medtem ko Sihl, ki teče zahodno od jezera, vteče v Limmat severno od starega mestnega jedra Züricha pri Platzspitzu. Staro mestno jedro se razteza na obeh straneh reke Limmat, ki sprva teče proti severu, nato pa postopoma zavije proti zahodu. Nekdanje mesto ni segalo do Sihla, in je imelo zahodno mejo pri Schanzengrabnu, ki je bil zgrajen v 17. in 18. stoletju. Takrat je bil del vode odtočen iz jezera in voden nazaj v Limmat v jarku zunaj bastijonov in obzidja.

### Topografija
Občinsko območje mesta Zürich pokriva površino 91,88 km², od tega 4,1 km² na Züriškem jezeru. Obsega zgornji del naravnega in poselitvenega območja Limmattal, del severne švicarske planote. Kanalizirana in delno zravnana reka Limmat ne teče približno po sredini doline, ampak vedno po desnem (severovzhodnem) robu doline. Na 392 m nadmorske višine je najnižja točka v občini dosežena na Limmatu pri Oberengstringenu.
Na zahodni strani doline Limmat stojijo ob gozdnatih vrhovih Albiskette, Uetliberg in Buechhogerji, na katerih poteka zahodna občinska meja. Lokalna gora Uetliberg je 870 m nad morjem in je najvišja nadmorska višina v bližini. Njegov vrh je zlahka dosegljiv z Uetlibergbahn. S ploščadi opazovalnega stolpa Uetliberg se odpira impresivna panorama mesta in jezera ter na jasen dan tudi Alpe. Na jugu se skupnostna tla raztezajo v spodnjo dolino reke Sihl.
Severovzhodno od doline reke Limmat je veriga gričev, ki označujejo razvodje med Limmatom in Glattom. Od severozahoda proti jugovzhodu se višina večinoma z gozdom pokritih vrhov povečuje: Hönggerberg (541 mnv), Käferberg (z Waidbergom, 571 m), Zürichberg (676 m) in Adlisberg (701 m). Med Käferbergom in Zürichbergom je pomemben prehod iz Limmata v Glatttal s popolnoma pokritim sedlom Milchbuck (približno 470 m nad morjem).
Najsevernejši del občine se razteza v planoto Glatttal in v depresijo, ki povezuje Glattal in Furttal. Del urbanega območja sta tudi del Katzenseeja (naravni rezervat) in Büsisee, ki ju Katzenbach odvaja v Glatt.

### Urbano področje
Limmattal je skoraj v celoti pozidana (stanovanjska in industrijska območja, trgovske cone). Na soncu izpostavljena in najprimernejša stanovanjska območja na Zürichbergu in Waidbergu ter odseki z nižjimi pobočji na zahodni strani doline na Uetlibergu so prav tako gosto pozidani. Razvoj se razteza čez Milchbuck v Glattal in sosednja območja.
Obsežna gozdna območja Adlisberg, Zürichberg, Käferberg, Hönggerberg in Uetliberg spadajo med zelena pljuča mesta. Ob obali jezera so tudi pomembne zelene površine (Zürichhorn in Enge). Poleg tega pozidani del prekinjajo parki in vrtovi. Večja sosednja kmetijsko uporabljena območja so na območju Affoltern in Seebach.
Raziskava iz leta 1996 je od celotne površine mesta Zürich (brez jezera) ugotovila 45,4 % naselij, industrije in trgovine, 15,5 % prometa, 26,5 % gozda, 11 % kmetijstva in 1,2 % vode. Leta 2004 je bilo pozidanih okoli 93 % površine, opredeljene kot gradbena cona.

### Upravna delitev
Prvotna občina Zürich (pred letom 1893) je obsegala le območje današnjega starega mestnega jedra. Z dvema večjima širitvama mest leta 1893 in 1934 so bile vključene številne okoliške vasi, ki so se v 19. stoletju vse bolj zrasle. Danes mesto Zürich sestavlja dvanajst mestnih četrti, oštevilčene od 1 do 12, vsaka pa obsega eno do štiri mestne četrti ali dve do štiri statistične četrti. V mestu Zurich obstajata dve različni opredelitvi soseske: mestne četrti in statistične četrti. Mestne četrti so zgodovinske četrti z lastnimi grbi, ki so bile nekoč ločeni kraji ali območja in so bila v zgodovini vključena v mesto. Obstaja 22 tako imenovanih mestnih četrti. Za statistične namene so bile mestne četrti razdeljene na nadaljnje statistične četrti. Na primer staro mestno jedro, industrijska četrt ali Aussersihl. S statističnega vidika je mesto Zürich sestavljeno iz 34 četrti.

## Zgodovina
V rimski dobi je bil Turicum prostor za zbiranje davkov na meji med Belgijska Galija (Gallia Belgica) in Retijo za blago prepeljano po reku Limmat. Karolinški dvorec je prvič omenjen leta 835. Na mestu rimske palače ga je zgradil vnuk Karla Velikega, Ludvik Nemški. Ludvik je leta 853 osnoval samostan Fraumünster za svojo hčerko Hildegard. Benediktinskem samostanu je daroval zemljišča Züricha, Kantona Uri, in Albiške gozdove ter postavil samostan pod svojo upravo.
Leta 1045 je kralj Henrik III. podelil samostanu pravice organiziranja tržnic, pobiranja davkov in kovanja denarja, s čimer je predstojnica samostana efektivno postala vladarica mesta.
Zürich je dobil cesarsko neposrednost (Reichsunmittelbar) leta 1218, ko je izumrla rodbina Zähringer. Do leta 1230 je okoli njega nastalo mesto, ki je obsegalo 38 hektarjev. Cesar Friderik II. je leta 1234 predstojnici samostana podelil vojvodski naziv. Vojvodinja je imenovala župane in pogosto naročala kovanje denarja meščanom. Politična moč samostana pa je skozi 14. stoletje polagoma padala zaradi vzpostavitve cehovskega pravilnika (Zunftordnung) Rudolfa Bruna leta 1336. Brun je postal tudi prvi neodvisni župan, tj. župan, ki ga ni imenovala vojvodinja.
Zürich se pridružil Stari švicarski konfederaciji (ki je bila takrat dokaj svobodna konfederacija de facto samostojnih držav) kot 5. članica leta 1351. Zaradi vojne za toggenborško ozemlje je bil izključen iz konfederacije. Po porazu leta 1446 je bil ponovno sprejet leta 1450.
Ulrich Zwingli je začel reformacijo v Švici, ko je opravljal službo glavnega župnika v Zürichu. V mestu je živel od leta 1484 do svoje smrti leta 1531.
Leta 1839, 6. septembra, se je mesto po uporu imenovanem Züriputsch, podredilo zahtevam svojih sosed. Večji del obrambnega zidu, ki je obkrožal mesto in je bil zgrajen v 17.stoletju je bil porušen. Züriški sporazum med Avstrijo, Francijo in Sardinijo je bil tu podpisan leta 1859.
Od leta 1847 je tako imenovani Spanisch-Brötli-Bahn, prva železnica na švicarskem teritoriju, povezala Zürich z Badnom, z izgradnjo Züriške glavne železniške postaje]] kot začetek švicarske železniške mreže. Današnja zgradba glavnega kolodvora nosi letnico 1871.

## Grb
Modrobeli grb Züricha se prvič dokazano omenja leta 1839, izhaja pa iz modrobelih praporjev, ki so bili v uporabi že od leta 1315. Prvi zanesljiv opis praporja s temi barvami je iz leta 1434. V grbu ga ob straneh podpirata dva leva. Rdeči  Schwenkel na vrhu praporja se razlaga različno. Za meščane je to znak časti, ki jim jo je podelil Rudolf I. Habsburški, sosedi pa so se mu posmehovali, češ da obeležuje izgubo praporja v Winterthurju leta 1292. Ta prapor se danes uporablja tako za mestni grb, kot tudi za grb kantona.

## Zanimivosti

### Cerkve
- Grossmünster (vêlika stolnica) - blizu jezera v starem delu mesta, kjer je služboval Zwingli; prvi del zgrajen okoli leta 820, Karel Veliki jo je proglasil za cesarsko cerkev.
- Fraumünster (stolnica naše gospe) - na nasprotni strani reke Limmat; prvi del je bil zgrajen pred letom 874, romanski prezbiterij dograjen med letoma 1250 in 1270, načrte za nova vitražna okna je izdelal Marc Chagall. V celoti obnovljena leta 2004.
- cerkev svetega Petra - nižje po reki od cerkve Fraumünster, v starem delu mesta. Ima uro z največjo številčnico v Evropi.
- Predigerkirche je ena od štirih glavnih cerkva starega mestnega jedra, ki je bila prvič zgrajena leta 1231 našega štetja kot romanska cerkev takratnega dominikanskega Predigerklosterja v bližini Neumarkta. Preurejena je bila v prvi polovici 14. stoletja, kor pa je bil obnovljen med letoma 1308 in 1350. Zaradi svoje gradnje in za tisti čas nenavadnega visokega zvonika je veljala za najvišjo gotsko zgradbo v Zürichu.

### Muzeji
- Museum Bärengasse (Zgodovina mesta iz 18. stoletja)
- Kunsthaus Zürich (Ena največjih zbirk klasično-moderne umetnosti na svetu)
- Museum Rietberg (Antična azijska umetnost)
- Museum  Bellerive (Muzej mode, arhitekture in oblikovanja)
- Kunsthalle Zürich  Arhivirano 2005-08-29 na Wayback Machine.
- Migros Museum (Muzej moderne umetnosti)
- Švicarski narodni muzej (Landesmuseum Švicarski narodni muzej)

## Gospodarstvo
Zürich je trgovsko središče Švice in v mestu imajo sedež UBS, Credit Suisse, Swiss Re ter mnoge druge finančne organizacije. Na račun skrivnostnosti švicarskih bank je Zürich tudi središče priobalnega ladjedelništva. Sektor financ prispeva četrtino vse ekonomije mesta. Prav tako ima v mestu sedež švicarska borza.
Pomembnejša podjetja s sedežem v Zürichu:

### Elektrotrotehnika
- Asea Brown Boveri

### Zavarovalništvo
- Swiss Life
- Swiss Re
- Zurich Financial Services

### Telekomunikacije
- Sunrise Communications AG

## Izobraževanje in znanstveno-raziskovalna dejavnost
- Švicarska državna tehniška visoka šola (Eidgenössische Technische Hochschule Zürich, ETH Zürich)
- Raziskovalni laboratorij IBM Zürich
- Swiss Re-ov center za globalni dialog
- Schweizerisches Institut für Kunstwissenschaften (SIK) - Švicarski zavod za likovne raziskave
- HGKZ - Fakulteta aplikativne znanosti in dizajna
- Avenir Suisse - liberalni možganski trust
- Švicarski zavod mednarodnih znanosti
- HMT Šola glasbe, drame in plesa - Hochschule für Musik und Theater
- ZFH Fakulteta aplikativnih znanosti in tehnologije Zürich - Zürcher Fachhochschule
- Diplomska šola Trgovinske uprave Züricha
- Državni center sposobnosti v raziskavah - Finančne ocene in upravljanje tveganja
- Medskupnostna šola Züricha
- Züriška mednarodna šola

## Šport
- Grasshopper-Club Zürich, nogometni klub
- ZSC Lions, hokejski klub
- FC Zürich, nogometni klub
- Challengers Zürich, bejzbolski klub
- Zürich Lions, bejzbolski klub
- Zürich Renegades, klub ameriškega nogometa

## Dogodki
- Street Parade
- Sechseläuten, spomladanski cehovski festival
- Mednarodni züriški gledališčni festival, ena najpomembnejših prireditev scenske umetnosti.
- Kunst Zürich, mednarodni umetniški sejem, ki združuje mlade umetnike z že uveljavljenimi.
- Weltklasse Zürich, atletski miting
- freestyle.ch, eden največjih t. i. »freestyle« dogodkov v Evropi

## Transport
Zürich je središče železniškega, cestnega in zračnega prometa. V mestu je več železniških postaj, med njimi so večje glavni züriški kolodvor, Zürich Oerlikon, Zürich Stadelhofen in Zürich Altstetten. Cisalpinski, InterCity Ekspres, pa tudi TGV vlaki ustavljajo v Zürichu.
Skozi mesto potekajo avtoceste A1, A3 in A4. A1 poteka na zahod proti Bernu in Ženevi ter vzhodno proti St. Gallenu; A4 povezuje mesto na sever s Schaffhausnom, A3 pa poteka severozahodno proti Baslu in jugovzhodno ob Züriškem ter Walenskem jezeru proti Sargansu.
Manj kot 10 kilometrov od centra mesta, v Klotenu, je pomembno mednarodno letališče. V bližnjem Dübendorfu je tudi vojaško letališče.
Mesto in preostanek kantona prepreda mreža javnega prometa (ZVV), ki je ena od najgostejših na svetu. Poznajo tri oblike javnega prevoza: S-Bahn (lokalna železnica), tramvaj in avtobus. Nobena točka v ožjem mestnem središču ni oddaljena več kot 150 metrov od najbližje postaje. Poleg javnega prevoza vozijo še čolni po jezeru in rekah, vzpenjače in žičnica, ki vodi od Aldiswila do Felsenegga. Zürich ima enotno vozovnico za vsa sredstva javnega prevoza.